# 1691

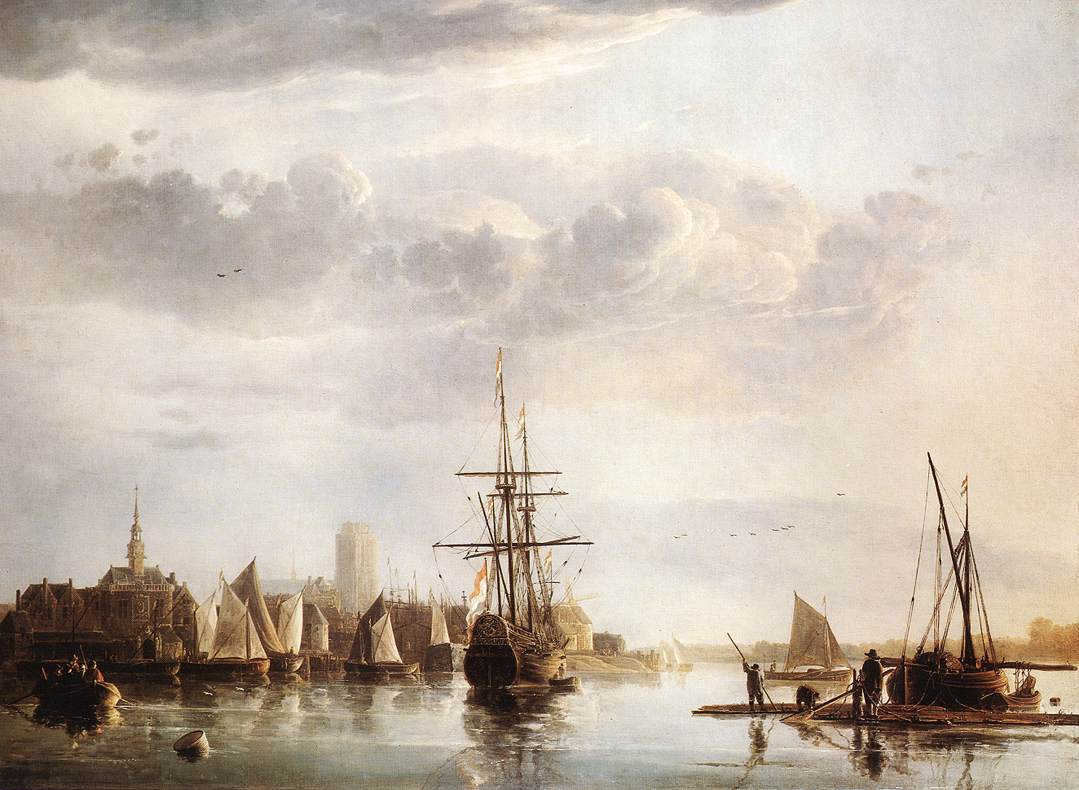
Gezicht op Dordt van Albert Cuyp

Het jaar 1691 is het 91e jaar in de 17e eeuw volgens de christelijke jaartelling.

## Gebeurtenissen
februari
- 2 - Vorst Willem Maurits van Nassau-Siegen wordt opgevolgd door zijn zoon Frederik Willem Adolf. Vanwege zijn minderjarigheid staat Frederik Willem Adolf tot 1701 onder regentschap van zijn moeder Ernestine Charlotte van Nassau-Schaumburg.

april
- 6 - In het kader van de Negenjarige Oorlog nemen Franse troepen de stad Bergen in Henegouwen in.

juni
- 23 - De Osmaanse sultan Süleyman II sterft. Zijn broer Ahmed II wordt sultan van het Ottomaanse Rijk.
- 26 - In Brugge wordt een complot verijdeld om Franse soldaten de Smedenpoort binnen te smokkelen.

juli
- 12 - De Nederlandse aanvoerder maarschalk Godard van Reede verslaat beslissend de jacobieten nabij het Ierse plaatsje Aughrim.
- 12 - De Duitse hertogdommen Saksen-Weimar en Saksen-Eisenach verdelen Saksen-Jena, waar de laatste hertog in 1690 is gestorven.

augustus
- 19 - Oorlog Ottomaanse Rijk-Oostenrijk. Nederlaag van sultan Ahmed II bij Slankamen.

september
- 12 In Suriname verleent gouverneur Van Scharphuizen aan de Jodensavanne de wettelijke status van nederzetting, maar de joden mogen hun slaven niet langer op zondag laten werken.

## Bouwkunst

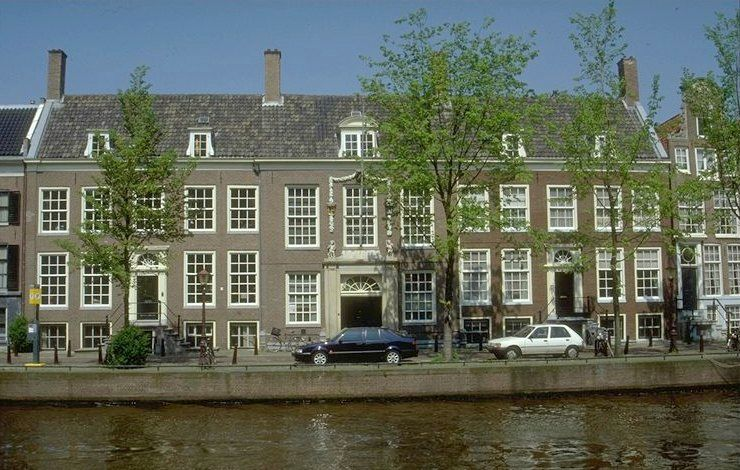
Deutzenhofje, Amsterdam (1691) Steven Vennecool
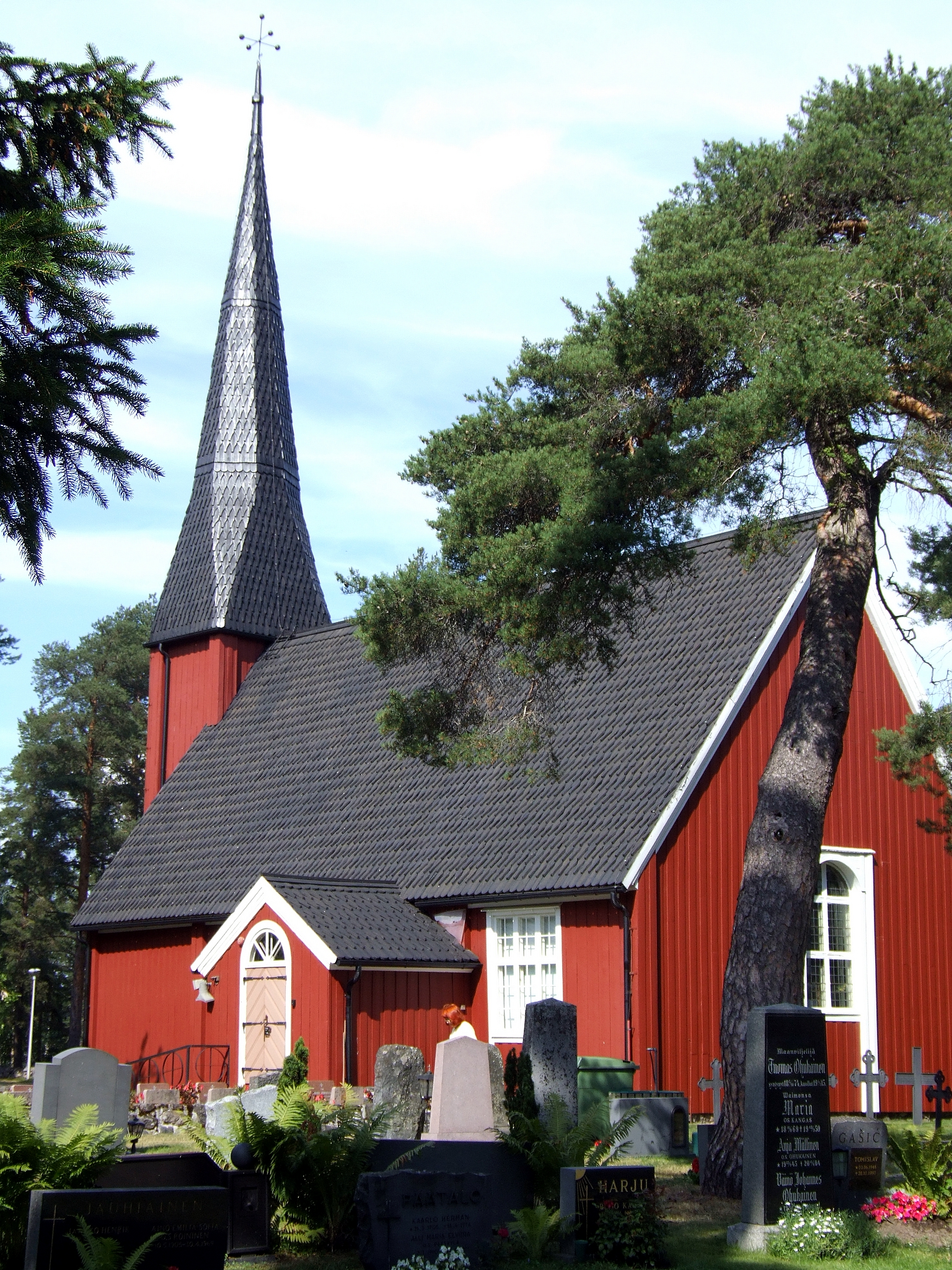
Oude Kerk Kempele, Finland (1691)